# Ornithocephalus garayi
Ornithocephalus garayi là một loài thực vật có hoa trong họ Lan. Loài này được (D.E.Benn. & Christenson) Toscano & Dressler mô tả khoa học đầu tiên năm 2000.